# Alpy Apuańskie

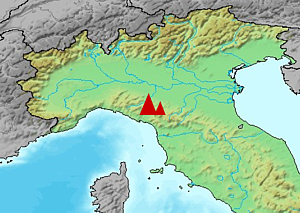
Położenie Alp Apuanskich we Włoszech.

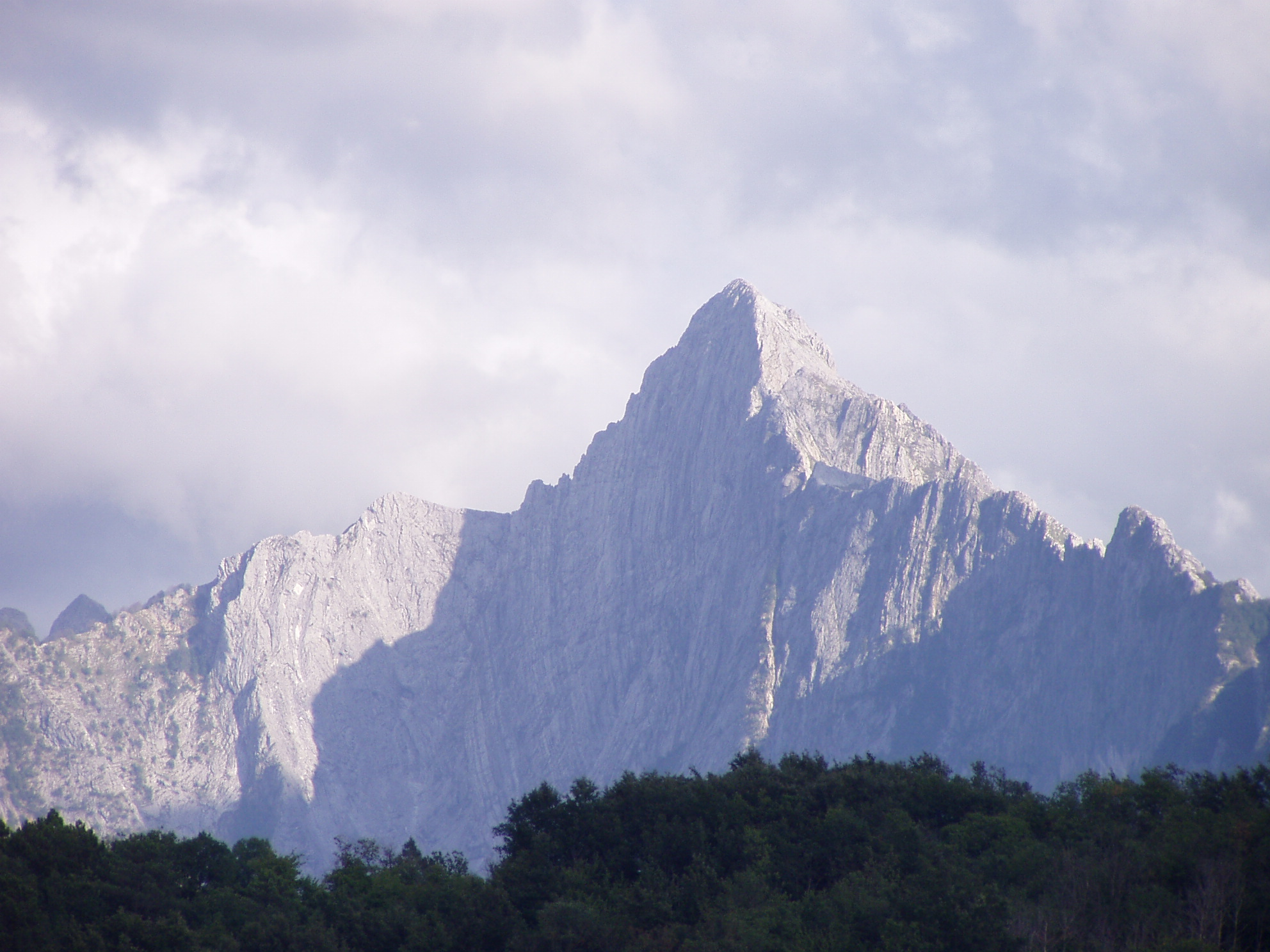
Monte d'Uccello.

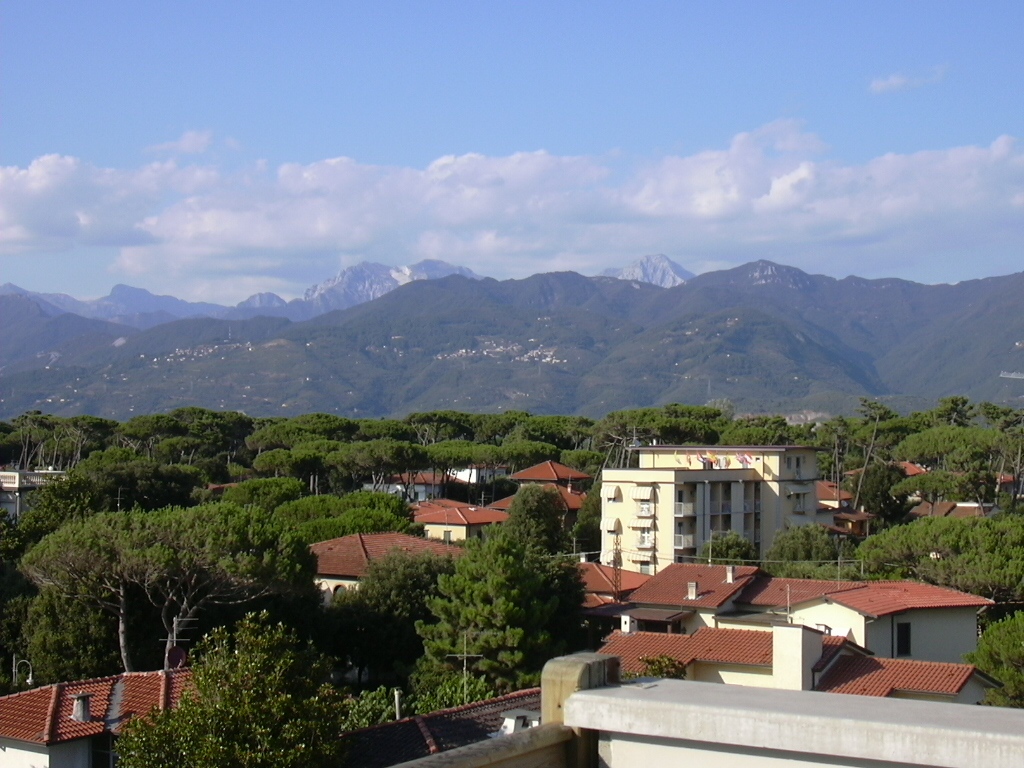
Alpy Apuańskie widziane z miejscowości Pietrasanta.

Alpy Apuańskie (wł. Alpi Apuane) – mały łańcuch górski w Toskanii, we Włoszech. Mimo swej nazwy nie są częścią Alp, a Apeninów. Leżą między dolinami rzek Serchio i Magra, a terenami Garfagnana i Lunigiana. Nazwa pochodzi od ludu Apuanów z plemienia Ligurów, którzy żyli tu w starożytności.
Najwyższym szczytem jest Monte Pisanino (1946 m).

## Główne szczyty
- Monte Pisanino (1,946 m)
- Monte Tambura (1,890 m)
- Monte Cavallo (1,888 m)
- Pania della Croce (1,858 m)
- Monte Grondìlice (1,808 m)
- Monte Contrario (1,788 m)
- Pizzo d'Uccello (1,781 m)
- Monte Sumbra (1765 m)
- Monte Sagro (1,749 m)